# Sok pomidorowy

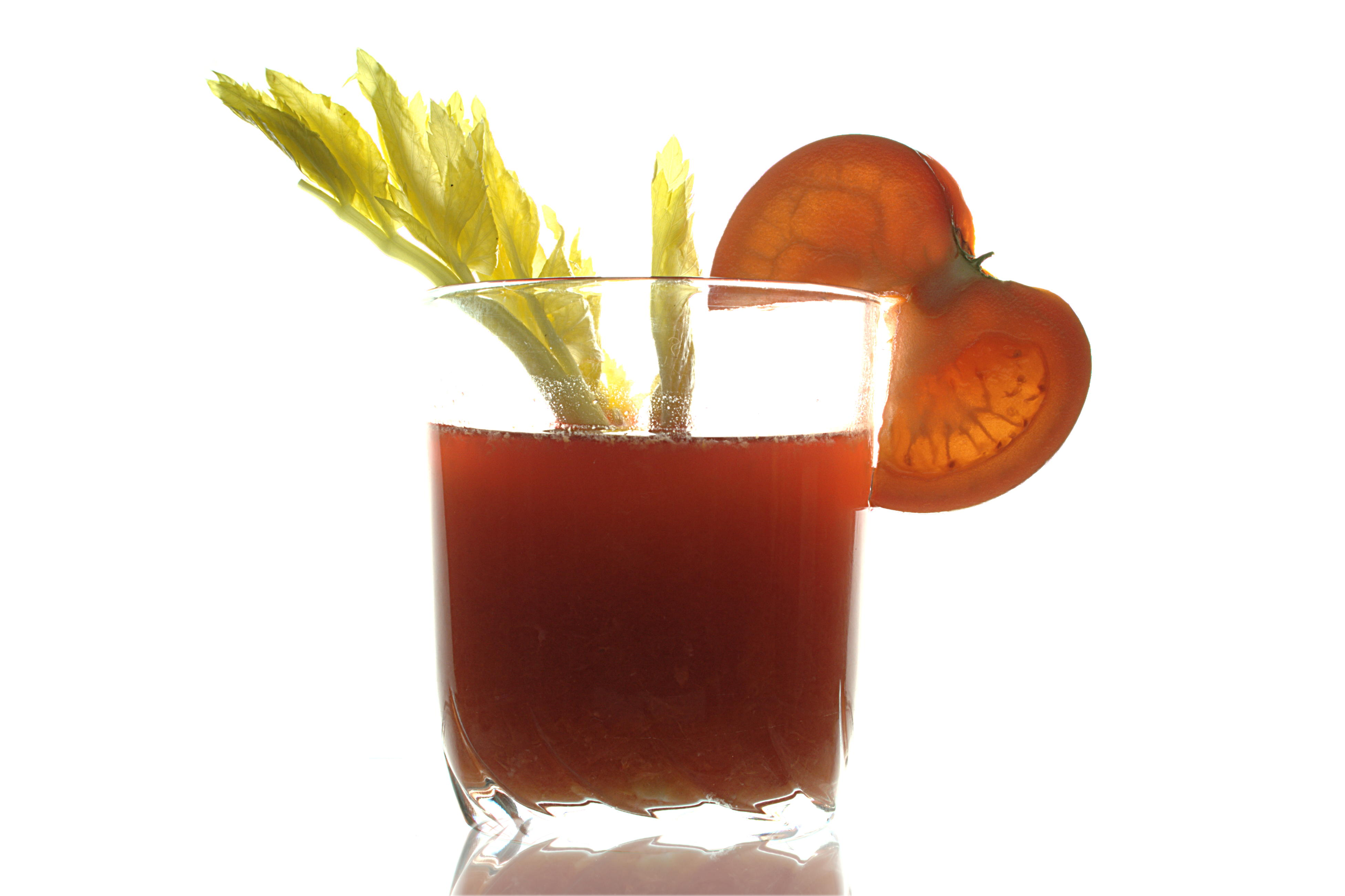
Sok pomidorowy z plastrem pomidora

Sok pomidorowy – sok przecierowy otrzymywany z owoców pomidora przeznaczony do bezpośredniego spożycia. Prawdopodobnie najpopularniejszy sok warzywny. Stosowany jest jako sok jednowarzywny, ale także wykorzystywany jest w połączeniach z innymi do produkcji soków wielowarzywnych i soku pomidorowo-selerowego. 

## Produkcja
Uzyskuje się go przez rozdrobnienie miąższu świeżych owoców pomidora i oddzielenie od niego skórek i nasion. Utrwalany jest poprzez pasteryzację lub przepływowo z rozlewem aseptycznym.  Można do niego dodać niewielką ilość soli.

## Właściwości soku
Sok o barwie od pomarańczowej do pomarańczowoczerwonej, bez odcienia brunatnego. Zawiesina przetartych owoców tworzy jednorodną ciecz, ale dopuszcza się także tworzenie się w górze soku warstwy klarownej. Zapach właściwy dla świeżych pomidorów, bez skutków fermentacji i obcych zapachów. 

### Wartość odżywcza i energetyczna
Wartość odżywcza – dane dla 100 ml świeżego soku pomidorowego:
- Wartość energetyczna: 12 kcal
- Węglowodany: 2,6 g
- Białko: 0,8 g
- Tłuszcze: 0,1 g
- Cholesterol: 0,0 mg
- Sód: 126,00 mg
- Błonnik: 0,4 g
- Indeks glikemiczny: 30

### Wpływ na zdrowie
Sok pomidorowy zawiera dużo likopenów, przez co chroni organizm przed działaniem substancji pojawiających się we krwi pod wpływem wysiłku. Wśród pasażerów samolotów, sok pomidorowy ma zwiększoną popularność, np. Lufthansa sprzedała ponad 1,7 miliona litrów soku pomidorowego w 2008. Badania wykazały, że spowodowane jest to prawdopodobnie przez różny smak i zapach soku na różnej wysokości. Prawdopodobnie dzięki obecności potasu działa pozytywnie na kaca. Sok chroni przed działaniem promieni UV. Jest bogaty w żelazo, witaminy i potas, dzięki czemu chroni przed przedwczesnym starzeniem się, dotlenia, wzmacnia naczynia krwionośne i wzmacnia nerwy wzrokowe. Sok może chronić przed zawałem mięśnia sercowego.